# Théâtre de l'Estrade
Le théâtre de l'Estrade (en russe : Московский театр эстрады), est une salle de spectacle moscovite, fondée en 1954. Le théâtre se trouve au no 20/2, Bersenevskaïa Naberejnaïa. Depuis 1997, son directeur artistique est Guennadi Khazanov.

## Situation
Le théâtre est situé dans l'arrondissement de Iakimanka à l'ouest du district administratif central. On peut y accéder par les stations de métro Borovitskaïa et Polianka.

## Historique
Le théâtre de l'Estrade est fondé à l'initiative de comédien moscovite Nikolaï Smirnov-Sokolski (1898-1962). Il se trouve d'abord au numéro 1/29 de l'actuelle place de Triomphe dans le district Tverskoï, alors appelée place Maïakovski, dans les anciens locaux du restaurant Alkadar. Le théâtre est inauguré avec le spectacle Son anniversaire dans la mise en scène d'Aleksandre Konnikov. Il n'y avait pas de troupe permanente. Les artistes étaient sélectionnés et invités par les responsables du Moskontsert, une organisation d'État à la culture qui fonctionnait à Moscou. Le théâtre disposait de deux salles à ciel ouvert pour les représentations estivales, un dans le jardin de l'Ermitage, rue Karetny Riad, et l'autre dans le jardin de Nikolaï Bauman, dans le district Basmanny. 
En février 1961, le théâtre a déménagé dans la célèbre Maison sur le quai (ru), un gros bâtiment stalinien qui surplombe la Moskova, l’œuvre de Boris Iofane. La première saison dans les nouveaux locaux est inaugurée avec le spectacle Invitation à une pendaison de crémaillère présenté par Boris Brounov et Eddie Rosner. Klavdia Chouljenko et Rina Zelionaïa participaient également à cette représentation.
En 1961, Joaquim Charoïev (ru) est nommé au poste de directeur artistique, il est remplacé en 1964 par Pavel Vassiliev. Parmi les artistes qui y présentent leur numéros dans les années 1960-1970 on retrouve les noms de Mark Novitski, Rashid Behbudov, Haroutioun Hakobian (de), Evgueni Petrossian (en), Guennadi Khazanov, Vladimir Vinokour (en). Les metteurs en scène comme Alexandre Schirwindt, Marc Rozovski (ru), Roman Viktiouk, Evguéni Lazarev y font leurs débuts. Chaque année, le théâtre des miniature léningradois d'Arkadi Raïkine s'y installe pour deux mois lorsqu'il fait sa tournée du pays.
Boris Brounov assurera la direction artistique du théâtre de 1983 à sa mort.